# John Lloyd Young
John Lloyd Mills Young (Sacramento, 4 luglio 1975) è un attore e cantante statunitense.

## Biografia
John Lloyd Young ha frequentato la Brown University e l'Università di Salamanca prima di iniziare la carriera di attore teatrale. Ha preso parte a diverse commedie regionali ed off-Broadway, tra le quali The Drawer Boy di Michael Healey, Summer of the Swans di Julia Jordan, Spring Awakening e The Chosen. Parallelamente alla carriera di attore, Young ha coltivato la sua passione per l'arte contemporanea di ispirazione pop.
Un punto di svolta nella sua carriera è stato il ruolo di Frankie Valli nel musical di Broadway Jersey Boys (2006) di Marshall Brickman e Rick Elice. Interpretazione che gli ha valso la conquista di un Tony Award, oltre ai premi Drama Desk, Outer Critics Circle e Theatre World Awards. Nel 2014 è stato protagonista, sempre nei panni di Valli, dell'omonimo film diretto da Clint Eastwood.
Ha preso parte a diverse serie tv, tra le quali Law & Order, Glee e Vegas. 
Come cantante Young ha vinto un Grammy Award e il disco di Platino con l'album del cast del musical. Come solista ha inciso un album, My Turn, in cui ha reinterpretato alcuni successi R&B degli anni Sessanta.

## Filmografia

### Cinema
- Sangam - cortometraggio (2004)
- Oy Vey! My Son Is Gay!! (2009)
- The Word Is Love - cortometraggio (2010)
- Jersey Boys (2014)

### Televisione
- Law & Order - I due volti della giustizia (Law & Order) - serie TV, 13x05 (2002)
- Glee - serie TV, 1x03  (2009)
- Vegas - serie TV, 1x14 (2013)